# Сузана Костић
Сузана Костић, (Лесковац, 31. децембра 1961) српска је пијанисткиња из Лесковца, добитница више признања и награда.

## Биографија
Средњу музичку школу Др Војислав Вучковић завршила је у Нишу, Теоријски и Инструментални одсек – клавир, у класи проф. Радомира Стојановића. Све нивое студија завршила на Факултету музичке уметности Универзитета Св. Кирил и Методиј у Скопљу. Дипломирала 1984. на Одсеку за Музичку теорију и педагогију на предмету Хармонска анализа Рихард Вагнер - Увертира Танхојзер, ментор проф. Тома Прошев, а 1986. на Одсеку за Дириговање Јоханес Брамс - Симфонија бр. 3, класа проф. Фимчо Муратовски. Постдипломске студије Хорског дириговања у класи проф. Драгана Шуплевског завршила програмом: Лудвиг ван Бетовен - Леонора 3, Волфганг Амадеус Моцарт - Клавирски концерт Д-дур, Карл Орф - Катули Кармина, и писаном темом “Елементи хорске звучности” под менторством проф. Шуплевског 1991. Докторирала 2010. године, Уметничка област Интерпретација – Дириговање, са менторима проф. Фимчо Муратовским и др Димитрије Бужаровским, успешно одбранила докторат: Премијерно извођење Вокалне симфоније оп. 53б, за солисте, хор и симфонијски оркестар (верзија 2007), Димитрија Бужаровског (1952), Пушкинов венац - концерт за хор, Георги Васиљевич Свиридов (1915—1998), вокално-инструментално дело Свадба (1923), Игор Стравински (1882—1971) и научно-истраживачки рад са темом: Колекција партитура Хорских свечаности у Нишу, Србија, као рефлексија на музичку и културну динамику у другој половини 20. и на почетку 21. века. Први је доктор уметности дириговања у Србији. Диригенткиња која се потврдила тумачењем великих вокално-инструменталних дела уз наклоност ка интерпретирању савремених аутора.
Педагошку каријеру започела је у средњој музичкој школи Станислав Бинички у Лесковцу. Од оснивања Више музичке школе у Нишу, радила је најпре као асистент, а касније као професор на предметима Дириговање, Елементи вокалне технике, Хор са вокалном техником, Камерна музика и Оркестар. Од 1987. године активно је укључена у рад нишких хорова ЕИ и Станко Пауновић, са диригентом мр Радојицом Милосављевићем, а по престанку рада ових хорова прелази у Академски хор СКЦ Универзитета у Нишу, где до 1999. ради са мр Милорадом Вељковићем, када преузима овај ансамбл као уметнички директор и диригент. Са овим хором, који је однеговао генерације музички талентованих академаца, презентовала је нашу културу на подијумима Русије, Украјине, Бугарске, Републике Српске, Македоније, Грчке, Словеније, Пољске, Француске, Италије, Португалије, Аустрије и Турске.
На Факултету уметности у Нишу ради од његовог оснивања, као члан Привременог Савета и продекан за наставу (2002—2004). Тренутно је редовни професор на предмету Хорско дириговање, и новоизабрани је декан Факултета у мандатном периоду 1. октобар 2012-2015.
Дана 20. фебруара 2015. године одлуком Вишег суда у Нишу осуђена је на казну од 130000 динара због мобинга који је спроводила над Христином Вуковић Јовановић, ванредном професорком Факултета уметности у Нишу. - Потврђена одлука од Апелационог суда у Нишу.

## Уметничко-интерпретацијски опус
Из изузетно богатог уметничко-интерпретацијског опуса и бројних премијерних извођења великих инструменталних, вокалних и вокално-инструменталних дела издвајају се:
- Похвала свету – Лојзе Лебич 1988;
- La Honte (Мадригал срама) - Срђан Јаћимовић 1990;
- Кармина Катули - Карл Орф 1992;
- Кантата Трахињанке - Срђан Јаћимовић 1994;
- Кореографске слике Мирска пјенија - Срђан Јаћимовић 1996;
- Глорија - Александар Вујић 1997;
- Хармонија светлости - Мирослав Штаткић 1998;
- Велики ускршњи концерт у Саборној цркви у Нишу 2001;
- Акатист апостолу Андреју првозваном - Срђан Јаћимовић 2001;
- Кармина Бурана - Карл Орф 2002;
- Всеноћно бденије - Анатолиј Кисељов на Међународном фестивалу Радио Орфеј представља, а уз благослов и у част имендана Патријарха московског и све Русије Алексеја II, у сали Рахмањинов, Москва 2005;
- Крунидбена миса – В. А. Моцарт 2007;
- Вокална симфонија оп. 53б – Димитрије Бужаровски 2008;
- Уробор и ИнИЦИјација - Братислав Петковић 2009;
- Пушкинов венац – Георги Свиридов 2010;
- Свадба - Игор Стравински 2010.
- 9. Симфонија - Лудвиг ван Бетовен 2013.
- Американац у Паризу - Џорџ Гершвин 2014.
- Концерт за клавир и оркестар Еф-дур - Џорџ Гершвин 2014.

Целовечерње концерте симфонијске музике у сарадњи са Симфонијским оркестром РТС-а, Нишким симфонијским оркестром, Гудачким оркестром Медикус Београд, наступајући са еминентним домаћим и иностраним солистима остварила је интерпретирајући дела: Грига, Бизеа, Готовца, Вебера, Шуберта, Менделсона, Прокофјева, Бетовена, Моцарта, Штрауса, Сен-Санса, Бруха, Брамса, Чајковског, Дворжака, Корсакова, Гершвина, Раденковића, Јаћимовића, Штаткића и Петковића.
Већи број концерата забележен је и више пута емитован на националним и локалним Радио и ТВ станицама. Најзначајнији су архивирани у РТС-у и НТВ-у, а посебно је значајан, сада већ троцифрен број реемитовања концерта из сале Рахмањинов Конзерваторијума Чајковски Москва, на станици Радио Орфеј, која емитује 24 сата класичну музику покривајући целокупан простор Русије.

## Признања и награде
- 1989. - II награда на Другој смотри хорова Србије - Лесковац
- 1990. - Награда Стручног жирија за дебитантски наступ 13. ЈХС – Извођење V Руковети Стеван Ст. Мокрањац проглашено је антологијским
- 1990. - Златна плакета Станко Пауновић за рад у аматеризму
- 1992. - Повеља Мокрањчевих дана Неготин
- 1994. - Златна значка Културно просветне заједнице Србије за достигнућа у култури
- 1997. - Златна лира за допринос развоју Више музичке школе у Нишу
- 1998. - Зланта значка 17. Југословенских хорских свечаности у Нишу, за вишегодишње континуирано учешће у реализацији програмских фестивалских пројеката и веома запажену реализацију сложених вокално-инструменталних дела
- 1999. - III место на Интернационалном такмичењу у Превези, Грчка
- 2002. - III место на Интернационалном фестивалу хорова Драган Шуплевски, Скопје, Македонија
- 2002. - Награда за извођење православне музике на 19. Интернационалним хорским свечаностима у Нишу
- 2003. - Лауреат диригената, Гранд при и награда за извођење композиције Македонско оро Тодор Скаловски на Међународном такмичењу Викторија Јалта, Украјина одлуком светски признатих музичких ауторитета Владимира Федосејева, Олега Тимошенка, Бориса Тевлина, Људмиле Дљичко
- 2003. - Почасна награда за културу интерпретације и диригентско мајсторство Кијевског Конзерваторијума Чајковски, Украјина
- 2003. - Повеља Фестивала хорова у Кардици, Грчка
- 2004. - Лауреат диригената и Гранд При Међународног такмичења Звучит Москва, Русија
- 2004. - Лауреат диригената, Гранд При и Специјално признање за извођење и интерпретацију православне музике VIII MCYICE Москва, Русија
- 2006. - Музички сарадник на представи Моцарт у режији Зорана Лозанчића, Позориште лутака, награда за Најбољу представу и Гранд При на Међународном фестивалу позоришта у Београду
- 2007. - Специјална награда за виртуозност и иновације у интерпретацији, Међународно такмичење Златна вила Приједор, Република Српска
- 2008. - Награда за најбоље изведено савремено дело, Међународног такмичења Златна вила Приједор, Република Српска
- 2011. – Годишња награда Народног позоришта Ниш
- 2013. – Повеља Ротари клуба Ниш за изузетне резултате у својој професији и неговање високих етичких вредности

## Друга ангажовања
Културно-уметничка преданост др Сузане Костић, огледа се у ширем спектру ангажовања у области педагошке, уметничке, издавачке делатности и научно-истраживачког рада. Покретач је и уредник првог музичког листа у Нишу Аперто, а 2012 поново га је активирала, сада Аперто нуово. Са Академским хором СКЦ Универзитета у Нишу објавила је 5 ЦД издања. Члан је уредништва Културне енциклопедије Ниша у издању САНУ, 2011, Лексикона градова – Ниш, у издању Службеног гласника, Београд, 2011. Члан и председник међународних и домаћих стручних жирија, као и ресорних комисија. Рецензент је више објављених публикација и монографија.
У свеукупном културно-уметничком опусу диригента др Сузане Костић, посебно место припада истрајном ангажовању током више од две деценије у организацији и реализацији Интернационалних хорских свечаности у Нишу, које представљају својеврстан културни бренд овога града. Најпре као хорски певач, а затим као диригент, члан стручног жирија, члан програмског савета, дугогодишњи селектор и уметнички директор овог фестивала, сачувала је најбољу традицију хорског певања на овим просторима, и закључно са 2010. годином достигла највећи домет ИХС-а од њиховог оснивања, уводећи их у мапу европских хорских фестивала, а град Ниш у престоницу европских хорова, уз учешће најугледнијих представника европских хорских асоцијација Европа Кантат и АГЕЦ-а.
Посебно запажену професионалну сарадњу која је шире одјекнула у културној јавности остварила је са Народним позориштем у Нишу, у Гала представи, мјузиклу Виолиниста на крову у режији Десимира Станојевића, Еуфемизам у режији Оливере Ђорђевић, НИШ-ЕX-ПРЕСС у режији Сашо Миленковског, Представа мора да иде, сценског спектакла Ромео и Јулија и перформанса Живот у цветним ципелама, у режији Биљане Вујовић. Са Луткарским позориштем, у представама Моцарт у режији Зорана Лозанчића (награду за Најбољу представу и Гранд При на Међународном фестивалу позоришта у Београду) и Птице у режији Биљане Вујовић (награда за Најбољу представу на Међународном фестивалу позоришта у Софији).

## Издања
- Приручник за хорску вокалну технику Елементи хорске звучности, 1992, ВМШ, Ниш
- Приручник за дириговање Значај канона у хорском певању, 1992. ВМШ, Ниш
- Уџбеник за дирговање Хорско дириговање, 1997. г. СКЦ, Ниш
- Радови у часописима Градина - Ниш, Освит - Лесковац
- Покретач и уредник првог музичког листа Аперто, СКЦ и ВМШ, објављено 18 бројева
- Уредник Каталога за ИХС 2004, 2006, 2008, 2010
- 5 ЦД-а Академског хора СКЦ Универзитета у Нишу

Широј и трајнијој популаризацији Хорских свечаности ауторски је допринела издавачким пројектима:
- Монографија Хорске Свечаности у Нишу, објављена 2006. године,
- Монографија Партитуре - огледало Хорских Свечаности, објављена 2010,
- Сабрана хорска дела Стојана Андрића књига и ЦД снимљен са Академским хором СКЦ Универзитета у Нишу промовисани на ИХС 2010, а овај пројекат посвећен 30-ој годишњици од смрти првог нишког композитора, подржан је од Савета за културно стваралаштво града Ниша.
- Главни и одговорни уредник музичког магазина Аперто нуово, издавач доо. Нота Књажевац, подржано од Министарства културе Србије 2011. и Комисије за културно стваралаштво града Ниша за 2012.

Као диригент, педагог, културни посленик и први доктор дириговања у Србији, својом изванредном професионалном биографијом и запаженом концертном активношћу у земљи и иностранству, са изузетним уметничким остварењима из области дириговања, упечатљиво доприноси развоју културе и уметности града Ниша, афирмацији културно-уметничког стваралаштва и потенцијала, и њиховој врхунској презентацији у ширим европским оквирима.